# Meaning of Life (album)
Meaning of Life è l'ottavo album in studio della cantante statunitense Kelly Clarkson, pubblicato nel 2017.

## Antefatti
Dopo la ristampa del suo settimo album in studio, Piece by Piece, insieme al suo remix album nel 2016, Kelly Clarkson aveva completato gli album previsti del suo contratto discografico con RCA Records e 19 Recordings che aveva firmato come premio dopo aver vinto la stagione inaugurale di American Idol nel 2002. I dirigenti della RCA Peter Edge e Tom Corson avevano rivelato le loro intenzioni di firmare direttamente all’etichettq Clarkson senza il coinvolgimento di 19 Recordings. La loro offerta di rinnovo avrebbe incluso un accordo di tre album con un anticipo di 1 milione di dollari per album, in contrasto con il limite di sei album del precedente contratto con un incentivo di $ 500.000 per album. Corson aveva anche ammesso che il suo rapporto con l'esecutivo di Sony Music Clive Davis avrebbe potuto rivelarsi una sfumatura dell’offerta.
Nonostante abbia osservato che il suo rapporto con Edge e Corson si era dimostrato di successo, Clarkson ha ripensato al rinnovo del contratto, che ha ricordato come un "matrimonio combinato". Di conseguenza, la sua direzione ha incontrato il direttore della Warner Music Nashville, John Esposito e gli agenti degli Atlantic Records Craig Kallman e Julie Greenwald, che a sua volta le hanno offerto un accordo a lungo termine a livello mondiale con una maggiore libertà creativa. Il 24 giugno 2016, Warner Music Group ha annunciato che Clarkson aveva firmato un contratto discografico a lungo termine con Atlantic e avrebbe immediatamente lavorato a un album soul e R&B che sarebbe stato rilasciato l'anno successivo. Il passaggio ad Atlantic l’ha ricongiunta anche a Pete Ganbarg, che in precedenza aveva lavorato al suo quarto album in studio All I Ever Wanted nel 2009. Kallman e Ganbarg, che stavano producendo un mixtape ispirato al musical di Broadway Hamilton, hanno invitato Clarkson a registrare il numero musicale It's Quiet Uptown per il mixtape, facendolo diventare il suo debutto su un disco Atlantic.

## Produzione
Tre dei produttori di Piece by Piece erano stati confermati al ritorno per Meaning of Life: Greg Kurstin, Jason Halbert e Jesse Shatkin, mentre gli altri collaboratori includono The Monarch, Nick Ruth e Mick Schultz. Scostandosi dal suono pop rock predominante delle sue precedenti uscite, Clarkson voleva avvicinarsi a una musica diversa, di genere soul e R&B. Ha rivelato di aver in precedenza voluto registrare questo tipo di canzoni ma non aveva mai trovato l'opportunità di farlo, ma ha scoperto che Kallman stava "morendo per fare questo disco" con lei e ha contato sul suo pieno supporto. Ha detto che il nuovo materiale ricordava le canzoni che aveva suonato durante la sua partecipazione ad American Idol, e ha osservato che l'album era una "cosa nuova e fresca" per lei e la faceva sentire come un’ "artista nuovo di zecca". Le sessioni di registrazione sono iniziate dopo la gravidanza di Clarkson nel 2016 e sono continuate fino al 2017.
Per evitare di rendere il materiale simile a quello di Stronger, Clarkson ha incontrato diversi cantautori e ha mostrato loro alcune tracce soul per dimostrare la direzione dell'album. Ha osservato che il suo incontro con vari campi di scrittura, discutendo sul tipo di canzoni che voleva e rifiutando le canzoni che non si adattavano alla direzione dell'album, era un "processo diverso" per lei. Clarkson ha detto che "ha scritto un po'", trovando ispirazione per il testo di una canzone nel romanzo Big Little Lies, ma la sua vita familiare ha impedito a lei di contribuire maggiormente alla scrittura. Diversi autori di canzoni come Ali Tamposi, Mozella, Harlœ, Sebastian Kole, Diztortion, Warren "Oak" Felder hanno tutti confermato di aver presentato materiale a Clarkson a Nashville.
Clarkson e Kallman sono stati produttori esecutivi dell'intero album, con quest'ultimo a occuparsi dell’A&R. È stata la prima volta in dieci anni che Clarkson è stato accreditata come produttore esecutivo. Lo ha descritto come "strumentale" nel guidare il disco, ma le ha anche permesso di esplorare il lato soul della sua voce che una volta ha mostrato ad American Idol e ai concerti dal vivo. Ha osservato che l'ha aiutata a capire cosa significasse in realtà un produttore esecutivo di un album, dicendo che spesso spingeva i produttori abituati a lavorare con altri dirigenti nel realizzare hit radiofoniche, ma che a volte lacera lo spirito e l'anima fuori di esso. Entrambi hanno invitato diversi artisti a suonare nell'album - Kallman ha invitato personalmente la band soul Earth, Wind & Fire a esibirsi nelle sessioni di registrazione dei due brani dell'album, mentre Clarkson ha chiesto ai suoi accompagnatori di tour: Jessi Collins, Nicole Hurst e Bridget Sarai, per avere un ruolo più importante accompagnando la sua voce principale, deviando dalla solita pratica di registrare la propria voce di sottofondo nei suoi precedenti album.

## Accoglienza
L’album è stato accolto con recensioni generalmente positive. Su Metacritic, ha ottenuto un punteggio medio di 73 su 100, basato su 8 recensioni. Un editor di AllMusic, Stephen Thomas Erlewine, ha dato all'album una valutazione di quattro stelle, definendolo uno dei suoi album più soddisfacenti e lodando Clarkson per il sound "assicurato in un modo che differisce dai suoi primi dischi". Leah Greenblatt di Entertainment Weekly gli ha dato una valutazione B+. Considerando l'album come coeso e sicuro di sé, ha considerato che non sembra particolarmente interessato a replicare i primi successi di Clarkson, ma "oscilla dolcemente - un dispiacere davvero originale di un artista che esprime esattamente ciò che prova”. Scrivendo per Time, Bruner ha scritto che l'album "è perfetto per i fan: un artista fiducioso con un senso dell'umorismo e qualcosa da fare." Shaun Kitchener del Daily Express ha dato all'album cinque stelle, scrivendo che l'album è un'alternativa più giocosa a 25 di Adele".
Glenn Gamboa di Newsday ha dato a Meaning of Life una valutazione di quattro stelle. Lodandolo come il miglior album della carriera di Clarkson, ha scritto che presenta una "possibilità di dichiarare le sue ambizioni e di consegnarle" per il suo "album più coeso". Il critico del Boston Globe Isaac Feldberg ha commentato che Clarkson "non è sembrata così sicura e comoda" nell'album, e che "canalizza la sua gioia per la sua ritrovata libertà nelle canzoni che, mentre segnalano un nuovo palcoscenico della sua carriera, sembrano fluire direttamente dal suo cuore e dalla sua anima." Mike Nied di Idolator ha condiviso un pensiero simile, affermando che "il ritorno alle sue radici aveva davvero aperto un sacco di opportunità” per Clarkson. Craig Jenkins di Vulture ha descritto l'album come "una pentola bollente di groove caldi e una voce potente, un perno della carriera alla musica che Clarkson ha potuto fare". Per The Observer, Michael Cragg ha dato all'album quattro stelle, paragonandola a Meghan Trainor e Mariah Carey e elogiando le sue ballate "grandi e sciroppose" che "accentuano la voce innegabilmente potente di Clarkson, creando una zona di comfort che sembra genuina".
Alcuni dei critici sono stati più negativi con l’album: Hannah Davis di The Guardian ha dato al disco una valutazione di tre stelle, scrivendo che l'album aveva "un sacco di filler" ed evocava notabilmente gli album di Christina Aguilera e Trainor, ma è comunque "forte, l’umore da diva anni '90 si adatta allo stile vocale di Clarkson, mentre la introduce ad fase più profonda di classe." Per Spin, Katherine St. Asaph ha notato che gran parte di esso è "datato, cerca di ricreare un'epoca che Clarkson trascina da tempo", e nonostante abbia elogiato la sua voce, è rimasta perplessa dopo aver "sentito un album che è molto simile a quello della vincitrice del contratto" quasi 15 anni dopo aver vinto la competizione.

### Riconoscimenti
Meaning of Life ha ricevuto una nomination per Best Pop Vocal Album e per Best Pop Solo Performance per Love So Soft ai Grammy Awards 2018. Esse hanno fatto diventare la cantante la più nominata in entrambe le categorie, condividendo il record del primo con Justin Timberlake. Durante la Promozione dell'album, è stata premiata con vari premi speciali, cioè il Powerhouse Award ai Billboard Women In Music 2017, l’Icon Award ai Radio Disney Music Awards 2018 e un’introduzione all’Hall Of Fame ai Nickelodeon HALO Awards.

### Liste di fine anno
L’album è stato incluso in diverse liste di fine anno:
AllMusic, Album pop preferiti del 2017
AXS, 10 migliori album pop del 2017
BBC, Migliori album del 2017
Billboard, 50 Migliori Album del 2017 secondo i critici
Entertainment Weekly, 25 migliori album del 2017
Idolator, Migliori album e EP pop del 2017
Newsday, Migliori album del 2017
Rolling Stone, 20 migliori album pop del 2017
Time, Migliori Album del 2017 (nominato)
Us Weekly, Migliori album del 2017

## Tracce
1. A Minute (Intro) – 1:08 (Andre Davidson, Sean Davidson, Jim McCormick, Katie Pearlman)
2. Love So Soft – 2:52 (Maureen "Mozella" McDonald, Jesse Shatkin, Priscilla Renea)
3. Heat – 3:10 (Andre Davidson, Sean Davidson, Jessica Ashley Karpov, Michael Pollack, Mick Schultz)
4. Meaning of Life – 3:51 (Ilsey Juber, James Morrison Catchpole, Jesse Shatkin)
5. Move You – 3:22 (Nick Ruth, Amy Kuney, Molly Kate Kestner)
6. Whole Lotta Woman – 2:53 (Kelly Clarkson, Jussi Karvinen, Denisia "Blu June" Andrews, Brittany "Chi" Coney, Evon Barnes Jr., Jesse Shatkin)
7. Medicine – 3:09 (Jesse Shatkin, Jessica Ashley Karpov)
8. Cruel – 3:05 (Pat Linehan, Andre Davidson, Sean Davidson, Jessica Ashley Karpov)
9. Didn't I – 3:38 (Audra Mae, Katie Pearlman, Andre Davidson, Sean Davidson)
10. Would You Call That Love – 2:58 (Kelly Clarkson, Greg Kurstin)
11. I Don't Think About You – 3:44 (Andre Davidson, Sean Davidson, Jessica Ashley Karpov, Michael Pollack)
12. Slow Dance – 3:40 (Nick Ruth, Amy Kuney, Molly Kate Kestner)
13. Don't You Pretend – 3:13 (Kelly Clarkson, Maureen "Mozella" McDonald, Jesse Shatkin)
14. Go High – 3:25 (Kelly Clarkson, Maureen "Mozella" McDonald, Jesse Shatkin)

## Successo commerciale
Meaning of Life ha debuttato nella classifica Billboard 200 degli Stati Uniti al numero due con 79.000 unità, di cui 68.000 copie pure. L'esordio ha fatto guadagnare a Clarkson il suo ottavo album consecutivo tra i primi tre posti e il suo terzo album a debuttare al secondo posto. Meaning of Life ha debuttato in cima alla classifica degli album digitali di Billboard ed è diventando la sua prima entrata nella classifica degli album di Billboard Vinyl. Oltreoceano, l'album è entrato nella top ten della classifica degli album canadesi di Billboard e nella classifica degli album australiani di ARIA.

## Classifiche
| Classifica (2017) | Posizione massima |
| ----------------- | ----------------- |
| Australia         | 6                 |
| Austria           | 27                |
| Belgio (Fiandre)  | 42                |
| Belgio (Vallonia) | 115               |
| Canada            | 4                 |
| Corea del Sud     | 67                |
| Francia           | 138               |
| Germania          | 32                |
| Giappone          | 223               |
| Irlanda           | 18                |
| Nuova Zelanda     | 21                |
| Paesi Bassi       | 35                |
| Regno Unito       | 11                |
| Scozia            | 10                |
| Spagna            | 47                |
| Stati Uniti       | 2                 |
| Svizzera          | 19                |